# Сент-Джонс (Іллінойс)
Сент-Джонс (англ. St. Johns) — селище (англ. village) в США, в окрузі Перрі штату Іллінойс. Населення — 163 особи (2020).

## Географія
Сент-Джонс розташований за координатами 38°2′6″ пн. ш. 89°14′18″ зх. д. / 38.03500° пн. ш. 89.23833° зх. д. (38.034876, -89.238470).  За даними Бюро перепису населення США в 2010 році селище мало площу 1,98 км², з яких 1,88 км² — суходіл та 0,10 км² — водойми.

## Демографія
Згідно з переписом 2010 року, у селищі мешкало 219 осіб у 99 домогосподарствах у складі 61 родини. Густота населення становила 111 особа/км².  Було 106 помешкань (54/км²).
Расовий склад населення:
| - 90,4 % — білих - 5,9 % — чорних або афроамериканців - 0,5 % — корінних американців |

До двох чи більше рас належало 2,3 %. Частка іспаномовних становила 0,5 % від усіх жителів.
За віковим діапазоном населення розподілялося таким чином: 22,4 % — особи молодші 18 років, 61,2 % — особи у віці 18—64 років, 16,4 % — особи у віці 65 років та старші. Медіана віку мешканця становила 40,8 року. На 100 осіб жіночої статі у селищі припадало 99,1 чоловіків;  на 100 жінок у віці від 18 років та старших — 102,4 чоловіків також старших 18 років.
Середній дохід на одне домашнє господарство  становив 57 354 долари США (медіана — 50 156), а середній дохід на одну сім'ю — 66 290 доларів (медіана — 55 625). За межею бідності перебувало 25,9 % осіб, у тому числі 40,3 % дітей у віці до 18 років та 11,1 % осіб у віці 65 років та старших.
Цивільне працевлаштоване населення становило 87 осіб. Основні галузі зайнятості: освіта, охорона здоров'я та соціальна допомога — 28,7 %, виробництво — 21,8 %, публічна адміністрація — 9,2 %, будівництво — 8,0 %.